# La Laupie
La Laupie est une commune française située dans le département de la Drôme, en région Auvergne-Rhône-Alpes.
Ses habitants sont dénommés les Laupiard(e)s.

## Géographie

### Localisation
La Laupie est située à 13 km au nord-est de Montélimar.

### Hydrographie
La commune est arrosée par les cours d'eau suivants :
- le Roubion[1] ;
- l'Ancelle, affluent du Roubion[1] (voir Soyans) ;
- le ruisseau de Charavel[1] ;
- le ruisseau des Boines[1].

### Climat
Pour des articles plus généraux, voir Climat d'Auvergne-Rhône-Alpes et Climat de la Drôme.
En 2010, le climat de la commune est de type climat méditerranéen franc, selon une étude du CNRS s'appuyant sur une série de données couvrant la période 1971-2000. En 2020, Météo-France publie une typologie des climats de la France métropolitaine dans laquelle la commune est exposée à un climat méditerranéen et est dans la région climatique  Provence, Languedoc-Roussillon, caractérisée par une pluviométrie faible en été, un très bon ensoleillement (2 600 h/an), un été chaud (21,5 °C), un air très sec en été, sec en toutes saisons, des vents forts (fréquence de 40 à 50 % de vents > 5 m/s) et peu de brouillards. 
Pour la période 1971-2000, la température annuelle moyenne est de 13 °C, avec une amplitude thermique annuelle de 17,7 °C. Le cumul annuel moyen de précipitations est de 883 mm, avec 6,7 jours de précipitations en janvier et 4 jours en juillet. Pour la période 1991-2020, la température moyenne annuelle observée sur la station météorologique de Météo-France la plus proche, sur la commune de Marsanne à 4 km à vol d'oiseau, est de 13,4 °C et le cumul annuel moyen de précipitations est de 967,5 mm,. Pour l'avenir, les paramètres climatiques de la commune estimés pour 2050 selon différents scénarios d'émission de gaz à effet de serre sont consultables sur un site dédié publié par Météo-France en novembre 2022.

### Voies de communication et transports
Le territoire est traversé par la route départementale 6 (RD6).

## Urbanisme

### Typologie
Au 1er janvier 2024, La Laupie est catégorisée commune rurale à habitat dispersé, selon la nouvelle grille communale de densité à 7 niveaux définie par l'Insee en 2022.
Elle est située hors unité urbaine. Par ailleurs la commune fait partie de l'aire d'attraction de Montélimar, dont elle est une commune de la couronne,. Cette aire, qui regroupe 45 communes, est catégorisée dans les aires de 50 000 à moins de 200 000 habitants,.

### Occupation des sols
L'occupation des sols de la commune, telle qu'elle ressort de la base de données européenne d’occupation biophysique des sols Corine Land Cover (CLC), est marquée par l'importance des territoires agricoles (70,6 % en 2018), une proportion sensiblement équivalente à celle de 1990 (70,9 %). La répartition détaillée en 2018 est la suivante : 
terres arables (66 %), forêts (26,3 %), zones agricoles hétérogènes (4,6 %), zones urbanisées (3,1 %). L'évolution de l’occupation des sols de la commune et de ses infrastructures peut être observée sur les différentes représentations cartographiques du territoire : la carte de Cassini (XVIIIe siècle), la carte d'état-major (1820-1866) et les cartes ou photos aériennes de l'IGN pour la période actuelle (1950 à aujourd'hui).

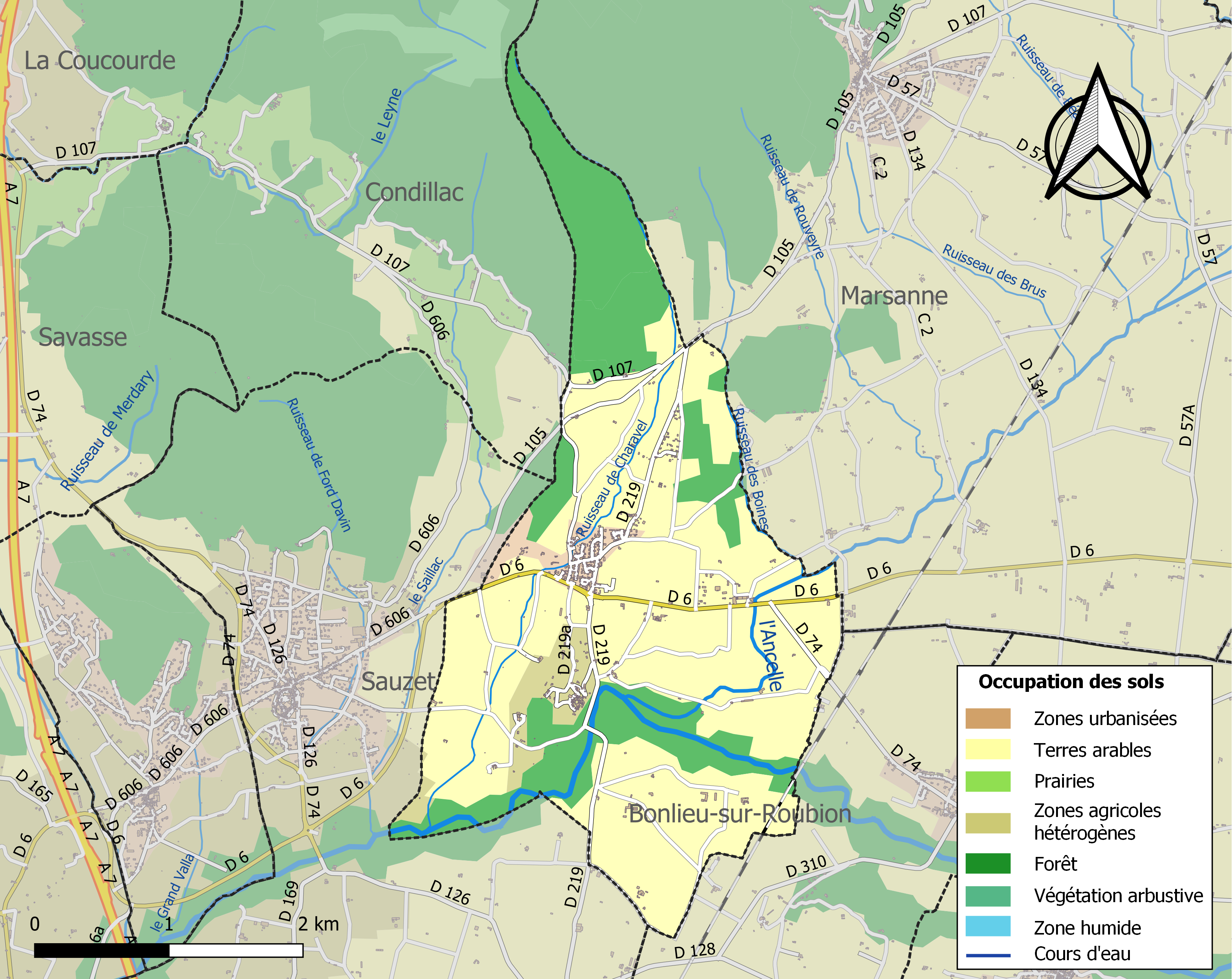
Carte des infrastructures et de l'occupation des sols de la commune en 2018 (CLC).

### Morphologie urbaine

#### Quartiers, hameaux et lieux-dits
Site Géoportail (carte IGN) :
- Boulon
- Boussas
- Chafrène
- Chapelle Saint-Michel
- Coutellier
- Créssin
- Creux de Barret
- Fangeras
- Gence
- Grande Grange
- Grange Blanche
- Lafarge
- la Montagne
- la Rivette
- la Selle
- le Vallat Blanc
- les Boulats
- les Buis
- les Restouins
- les Reynières
- les Vieilles Vignes
- Marchaut
- Marges
- Mirabel
- Pazin
- Pimpin
- Pont de l'Ancelle
- Quince
- Roussas
- Saint-Jacques
- Sauvan
- Serre Vidal
- Teissières
- Trouiller

Anciens quartiers, hameaux et lieux-dits :
- Andran est un quartier attesté[13] :

en 1391 : Andrans (choix de documents, 214) ;
en 1480 : in Andrancio (archives de la Drôme, E 384) ;
en 1446 : in Andrancii (inventaire de la chambre des comptes) ;
au XVIe siècle : ce quartier n'est qu'une forêt ;
en 1891 : Andran, quartier des communes de Cléon-d'Andran, de Bonlieu, de La Laupie et de Saint-Gervais.

## Toponymie

### Attestations
Dictionnaire topographique du département de la Drôme :
- 1277 : castrum de Laupia (Duchesne, Comtes de Valentinois, 11).
- XIVe siècle : mention du prieuré : prioratus de Laupia (pouillé de Valence).
- 1428 : castrum Lauppie in Valentinesio et La Laupi (choix de documents, 292).
- 1509 : mention de l'église paroissiale Saint-Michel : ecclesia parrochialis Beati Michaelis de Laupya (visites épiscopales).
- 1540 : mention de la paroisse : cura Laupie (rôle de décimes).
- 1540 : mention du prieuré : prioratus Laupie (rôle de décimes).
- 1645 : La Loupie (rôle de décimes).
- 1891 : La Laupie, commune du canton de Marsanne.

### Étymologie
Le toponyme dérive de l'occitan làupia « pile, tas de bois empilé » puis « abri, tonnelle, appentis » issu du vieux bas-francique *laubja (cf. allemand Laub « feuillage », Laube « tonnelle », néerlandais loof[réf. nécessaire]).
Le sens a évolué vers celui de hutte puis de cabane en bois, de hangar ou d'abri pour les animaux recouvert de feuillage, et enfin vers les sens modernes que nous connaissons[réf. nécessaire].

## Histoire
Pour un article plus général, voir Histoire de la Drôme.

### Antiquité
Présence grecque et gallo-romaine.

### Moyen Âge
Le village apparaît sans doute à la fin du Xe siècle sur une colline dominant le Roubion, peut-être sur les vestiges d'un oppidum gallo-romain. L'église est construite vers l'an 1000[réf. nécessaire]. Un château et des remparts viennent s'y ajouter. Passant de famille en famille, des seigneurs s'y sont succédé pendant des siècles (voir ci-dessous).

### Du Moyen Âge à la Révolution
La seigneurie :
- Au point de vue féodal, la terre (ou seigneurie) appartenait tout d'abord aux abbés de Cruas.
- 1198 : elle est acquise par les comtes de Valentinois.
- 1277 : inféodée aux Châteauneuf.
- 1328 : inféodée aux Mirabel.
- 1428 : passe (par mariage) aux Châteauneuf de Saint-Rémy.
- 1435 : vendue aux Hostun.
- 1463 : acquise par les Tholon de Sainte-Jalle.
- 1567 : vendue aux Mulet.
- 1573 : revendue aux Morges.
- 1589 : rachetée par les Mulet.
- 1657 : passe (par héritage) aux Pingré.
- 1678 : vendue aux Flotte de Montauban.
- Passe (par mariage) aux Brunier.
- 1784 : passe aux Martin de la Porte, derniers seigneurs.
- 1789 : la population est de 220 habitants (756 hab. en 2020).

Avant 1790, La Laupie était une communauté de l'élection, subdélégation et sénéchaussée de Montélimar.

Elle formait une paroisse du diocèse de Valence, dont l'église, dédiée à saint Michel, était celle d'un prieuré de l'ordre de Saint-Benoît (de la dépendance de l'abbaye de Cruas), dont le titulaire avait la collation de la cure et les dîmes.

### De la Révolution à nos jours
En 1790, la commune est comprise dans le canton de Sauzet. La réorganisation de l'an VIII (1799-1800) la place dans le canton de Marsanne.
En 1944, La Laupie est le théâtre d'affrontements entre les troupes d'occupation et les alliés. La bataille dure six jours, au terme desquels le village est entièrement détruit et la chapelle Saint-Michel fortement endommagée.

En 1945, les villageois bâtissent un nouveau village au bord de la RD 6 avec sa mairie, son école et une nouvelle église[réf. nécessaire].
Le vieux village est restauré par les habitants, dans le respect du site, à l'initiative de Pierre et Marie-Annick Armand, du milieu des années 1960 à la fin des années 1990. Leur petite-fille a ensuite pris le relais. 
L'ensemble est privatif mais ouvert au public sans aucune restriction. Le vieux village de La Laupie est un site protégé. Les habitants du vieux village assurent à leurs frais l'entretien des voies et espaces ouverts au public ainsi que l'éclairage des rues[réf. nécessaire].
Le 12 août 2008, lors de fortes pluies, la rivière qui longe le village moderne déborde et un torrent de boue de 70 cm de hauteur dévale l'artère principale, dévastant tout sur son passage. Les dégâts sont cependant contenus grâce à la rapide intervention des habitants. Dans les mois qui suivent, le statut de catastrophe naturelle est accordé par l'État[réf. nécessaire].

## Politique et administration

### Liste des maires
| Période                                                                      | Période                    | Identité                             | Étiquette | Qualité       |
| ---------------------------------------------------------------------------- | -------------------------- | ------------------------------------ | --------- | ------------- |
| Les données manquantes sont à compléter. : de la Révolution au Second Empire |                            |                                      |           |               |
| 1790                                                                         | 1871                       | ?                                    |           |               |
| Les données manquantes sont à compléter. : depuis la fin du Second Empire    |                            |                                      |           |               |
| 1871                                                                         | 1874                       | ?                                    |           |               |
| 1874                                                                         | 1878                       | ?                                    |           |               |
| 1878                                                                         | 1884                       | ?                                    |           |               |
| 1884                                                                         | 1888                       | ?                                    |           |               |
| 1888                                                                         | 1892                       | ?                                    |           |               |
| 1892                                                                         | 1896                       | ?                                    |           |               |
| 1896                                                                         | 1900                       | ?                                    |           |               |
| 1900                                                                         | 1904                       | ?                                    |           |               |
| 1904                                                                         | 1908                       | ?                                    |           |               |
| 1908                                                                         | 1912                       | ?                                    |           |               |
| 1912                                                                         | 1919                       | ?                                    |           |               |
| 1919                                                                         | 1925                       | ?                                    |           |               |
| 1925                                                                         | 1929                       | ?                                    |           |               |
| 1929                                                                         | 1935                       | ?                                    |           |               |
| 1935                                                                         | 1945                       | ?                                    |           |               |
| 1945                                                                         | 1947                       | ?                                    |           |               |
| 1947                                                                         | 1953                       | ?                                    |           |               |
| 1953                                                                         | 1959                       | ?                                    |           |               |
| 1959                                                                         | 1965                       | ?                                    |           |               |
| 1965                                                                         | 1971                       | ?                                    |           |               |
| 1971                                                                         | 1977                       | ?                                    |           |               |
| 1977                                                                         | 1983                       | René Marchaud                        | PS        |               |
| 1983                                                                         | 1989                       | ?                                    |           |               |
| 1989                                                                         | 1995                       | ?                                    |           |               |
| 1995                                                                         | 2001                       | ?                                    |           |               |
| 2001                                                                         | 2008                       | Jean Peillard                        |           |               |
| 2008                                                                         | 2014                       | Jean Peillard                        |           | maire sortant |
| 2014                                                                         | 2020                       | Jacques Chabert                      | DVG       | artisan       |
| 2020                                                                         | En cours (au 14 mars 2021) | Yannick Albrand[source insuffisante] |           |               |

## Population et société

### Démographie
L'évolution du nombre d'habitants est connue à travers les recensements de la population effectués dans la commune depuis 1793. Pour les communes de moins de 10 000 habitants, une enquête de recensement portant sur toute la population est réalisée tous les cinq ans, les populations de référence des années intermédiaires étant quant à elles estimées par interpolation ou extrapolation. Pour la commune, le premier recensement exhaustif entrant dans le cadre du nouveau dispositif a été réalisé en 2007.

En 2022, la commune comptait 776 habitants, en évolution de +0,26 % par rapport à 2016 (Drôme : +2,64 %, France hors Mayotte : +2,11 %).
| 1793 | 1800 | 1806 | 1821 | 1831 | 1836 | 1841 | 1846 | 1851 |
| ---- | ---- | ---- | ---- | ---- | ---- | ---- | ---- | ---- |
| 307  | 376  | 410  | 399  | 485  | 518  | 560  | 549  | 577  |

| 1856 | 1861 | 1866 | 1872 | 1876 | 1881 | 1886 | 1891 | 1896 |
| ---- | ---- | ---- | ---- | ---- | ---- | ---- | ---- | ---- |
| 549  | 520  | 518  | 482  | 465  | 453  | 410  | 404  | 401  |

| 1901 | 1906 | 1911 | 1921 | 1926 | 1931 | 1936 | 1946 | 1954 |
| ---- | ---- | ---- | ---- | ---- | ---- | ---- | ---- | ---- |
| 331  | 286  | 300  | 253  | 250  | 243  | 228  | 221  | 209  |

| 1962 | 1968 | 1975 | 1982 | 1990 | 1999 | 2006 | 2007 | 2012 |
| ---- | ---- | ---- | ---- | ---- | ---- | ---- | ---- | ---- |
| 233  | 346  | 374  | 550  | 529  | 588  | 647  | 656  | 738  |

| 2017 | 2022 | - | - | - | - | - | - | - |
| ---- | ---- | - | - | - | - | - | - | - |
| 756  | 776  | - | - | - | - | - | - | - |

### Enseignement
La commune de La Laupie relève de l'académie de Grenoble.

### Manifestations culturelles et festivités
- Concerts de musique ancienne[16].
- Fête communale : premier dimanche de juillet[16].
- Fête patronale : dimanche suivant le 29 octobre[16].

### Loisirs
- Pêche et chasse[16].

### Médias
Le territoire de la commune se situe dans l'aire de diffusion de plusieurs médias :
- Presse écrite
  - Le Dauphiné libéré, quotidien régional qui consacre, chaque jour, y compris le dimanche, dans son édition de « Romans et Drôme des collines » un ou plusieurs articles à l'actualité du canton et de la commune, ainsi que des informations sur les éventuelles manifestations locales, les travaux routiers, et autres événements divers à caractère local.
  - L'Agriculture Drômoise, journal d'informations agricoles et rurales, couvre l'ensemble du département de la Drôme.
  - Drôme Hebdo (ancien Peuple Libre), hebdomadaire chrétien d'informations.
- Presse audio-visuelle
  - France Bleu est une radio publique diffusée sur son territoire.

## Économie

### Agriculture
En 1992 : céréales, ovins, caprins.
- Foire : le 24 août[16].

## Culture locale et patrimoine

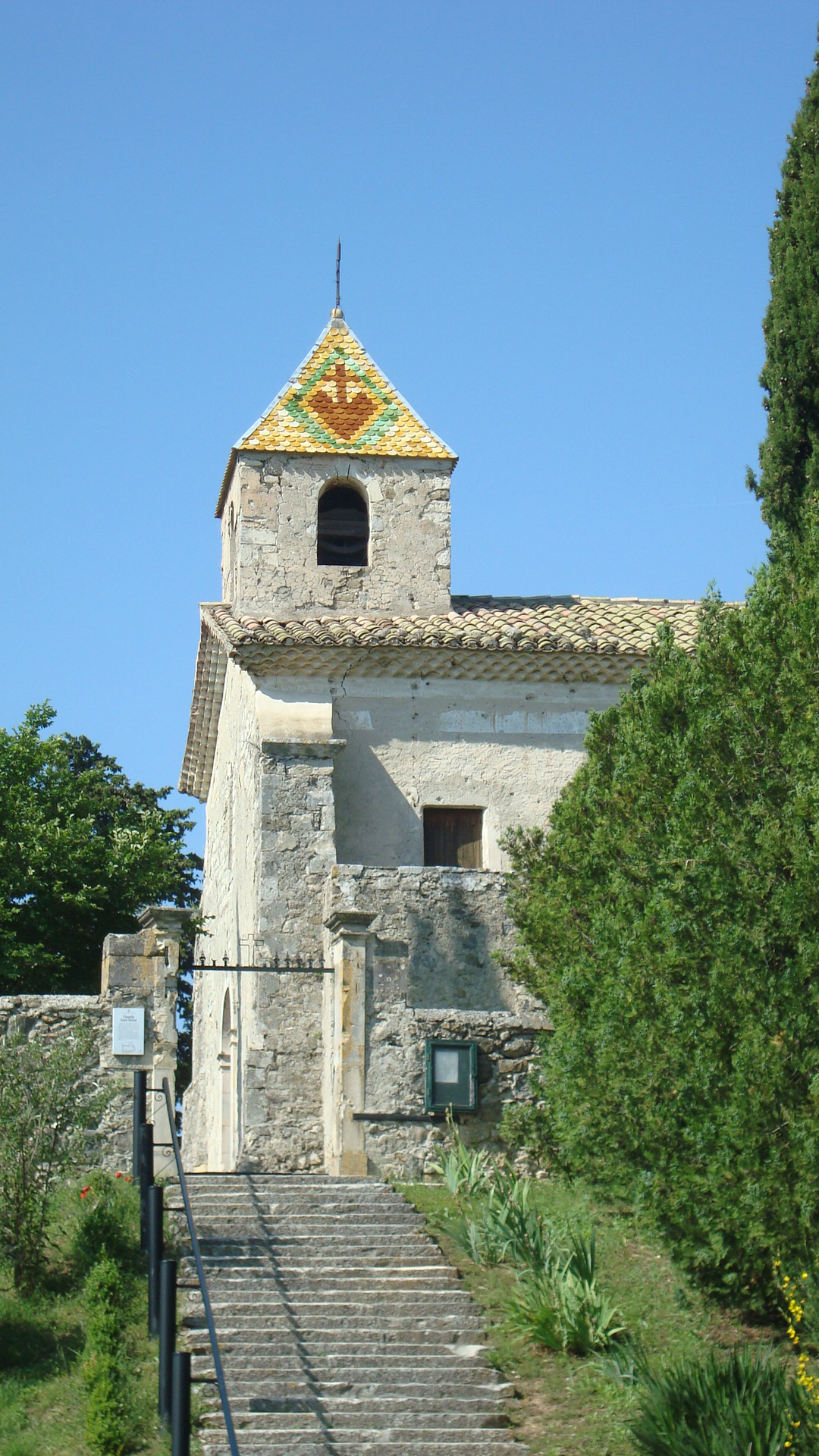
Chapelle Saint-Michel.

### Lieux et monuments
- Château  (restauré)[16] : remparts du XIVe siècle). Les façades des bâtiments d'habitation datent des XVe et XVIIe siècles[réf. nécessaire].
- Église Notre-Dame-des-Champs de la Laupie.
- chapelle Saint-Michel (MH) sur promontoire[16].

Reste de l'ancien prieuré fondé en 804 et dépendant de l'abbaye de Cruas. La chapelle est située à l'extérieur du vieux village, sur une motte féodale fortifiée[réf. nécessaire].
En 1791, la chapelle cesse de servir de lieu de culte et ses terres sont vendues en 1793. Elle reprend son activité religieuse au début du XIXe siècle[réf. nécessaire].
Pendant la Seconde Guerre mondiale, le site a servi de poste de défense aux troupes allemandes (la chapelle porte encore des traces d'éclats d'obus)[réf. nécessaire].
Dans les années 1950, la chapelle est inscrite à l'inventaire supplémentaire des Monuments Historiques[réf. nécessaire].

### Patrimoine naturel
- Jardin suspendu[16].
- Source souterraine[16].

### Héraldique, logotype et devise
|  | La Laupie possède des armoiries dont l'origine et le blasonnement exact ne sont pas disponibles. |